# MotorStorm
MotorStorm és un videojoc de curses creat per Evolution Studios i publicat per Sony Computer Entertainment per la consola de Sony, PlayStation 3. Va ser el primer videojoc anunciat a l'E3 del 2005, el joc va ser llançat al Japó el 14 de desembre de 2006 i a tot el món el març de 2007. MotorStorm ha venut més de 3 milions de còpies. Es van fer dues seqüeles, MotorStorm: Pacific Rift el 2008, i MotorStorm: Apocalypse el 2011. També es va crear un altre joc, MotorStorm: Arctic Edge, per a PlayStation 2 i PlayStation Portable. A partir de gener de 2012, els servidors multijugador en línia del joc es van tancar permanentment.

## Jugabilitat
Els esdeveniments del videojoc passen al MotorStorm Festival al Monument Valley. L'objectiu del joc és guanyar una sèrie de curses anomenades off-road i ser el guanyador del MotorStorm Festival. El jugadors estan amb el control de set tipus diferents de vehicles incloent-hi cotxes de ral·li, camions, motos, buggies, camions de curses, i mudpluggers. MotorStorm posseeix el Guinness World Record per a la major varietat de vehicles en un joc de carreres. A cada carrera es demana que el jugador triï un tipus de vehicle en particular. Cada vehicle té els seus propis punts forts i febles. Per exemple, les bicicletes de terra són capaços d'accelerar molt ràpidament i són capaços de maniobrar per espais reduïts, però també es fan malbé fàcilment i només assoleixen velocitats màximes mediocres. D'altra banda, les plataformes grans tenen una gran durabilitat, velocitat mitjana, però poca acceleració i maneig.
Cada cursa requereix que el jugador escolleixi un tipus de vehicle particular i sovint córrer contra molts dels altres vehicles. Cada pista té moltes maneres diferents de circular-hi, cadascuna s'adapta a una classe específica de vehicles, fent que el camp de curses sigui més uniforme. Els esdeveniments del joc es produeixen en temps real, com ara els efectes del fang, les marques de pneumàtics i els xocs (per exemple, si un cotxe perd una roda, romandrà on aterra durant la cursa). Cada pista està plena de salts, cops, penya-segats, cornises, pous de fang, peces d'altres cotxes i altres obstacles. Les curses són generalment esdeveniments de tres voltes amb de dos a quinze corredors. Hi ha nou pistes jugables al joc amb quatre més, que estaven disponibles per comprar com a contingut descarregable a través de la PlayStation Store.
Les pistes experimenten deformacions en temps real, el que significa que cada volta és diferent de l'última; els obstacles i altres elements que es desplacen de la seva posició original romandran així tret que es tornin a alterar. Els vehicles més grans poden crear forats grans o deixar roderes que poden afectar fàcilment els vehicles més petits i lleugers, i cada vehicle respon de diferents maneres als diferents entorns de la pista. Els vehicles com les grans plataformes i els enganxadors de fang obtenen una excel·lent tracció al fang, mentre que els vehicles més lleugers com les motocicletes de terra i els vehicles tot terreny hi rellisquen.
L'impuls de nitrós té un paper important a MotorStorm i s'utilitza per posar-se al dia dels oponents o per allunyar-se d'ells. Els jugadors han de vigilar el seu mesurador d'impuls, que mostra la temperatura del motor del cotxe. Com més temps es mantingui l'impuls, més calent es posarà. Si es manté l'impuls quan el motor arriba a la seva temperatura crítica, explotarà. Com que les explosions resultants de l'impuls solen disparar el vehicle del jugador cap endavant, es poden utilitzar per superar un altre corredor a la línia de meta. Això pot ser molt útil quan hi ha darrere, encara que això no funciona tot el temps si l'oponent de l'IA guanya.
En el joc en línia, es pot activar el mode de recuperació. Això significa que el líder d'una cursa té menys impuls que tots els altres, cosa que permet als jugadors més enrere en el camp "posar-se al dia". Si el líder canvia, també ho farà el corredor amb menys impuls. Això fa que l'ús del boost per al líder sigui una tasca tècnica, en teoria només l'haurien d'utilitzar quan sigui necessari, i confiant en les seves habilitats de conducció individuals per guanyar la carrera.

## Desenvolupament

### Imatges de vídeo de l'E3
Els primers detalls publicats per Sony i Evolution Studios mostren seqüències de vídeo renderitzats d'alta qualitat. Molts entusiastes dels jocs i periodistes es van mostrar escèptics quant a la font del material mostrat, i la majoria de la gent sospitava que les imatges s'havien prerenderitzat en lloc de les imatges en temps real del joc.
El març de 2006, poc després de la Game Developers Conference, es van difondre imatges filtrades d'una demostració tecnològica per Internet en llocs com YouTube. La demostració mostrava un cotxet groc i una moto tallant el fang, així com esquitxant el fang sobre un camió blanc, i mostrava xocs violents, com ara una motocicleta que va aterrar en un cotxe de ral·li morat, fent-lo girar, i un blanc de fang travessant el cotxet groc, fent-lo aixafar en rodar i travessar les flames i xocar contra la barana. En ser una demostració tècnica, no mostrava cap aspecte de joc ni si el joc final arribaria a l'estàndard del vídeo de l'E3 2005. El representant de Sony, Phil Harrison, va dir que faria una aparició a l'E3 2006, que finalment ho va fer, tot i que es va perdre el primer dia de l'exposició perquè les versions de l'espectacle es van completar i pujar aquell dia. El muntatge de l'espectacle només estava completat al 50%, però encara mostrava alguns efectes com ara el desenfocament de moviment i la deformació de la pista.

### Demos
Hi ha disponibles al públic dos demos. El primer és només per PlayStation 3 que van ser llançats als quioscos. El segon només està disponible al PlayStation Network Store. Tot i que ambdues demostracions presentaven la mateixa pista, la demostració del quiosc va permetre al jugador canviar de vehicle a la graella abans que comencés la cursa, la qual cosa significa que el jugador va poder córrer en aproximadament vint vehicles diferents, mentre que la demostració descarregable limitava els jugadors a dos vehicles. La demostració baixable tenia una velocitat de fotogrames més suau i un detall visual addicional.
Ambdues demostracions van permetre al jugador dirigir mitjançant el sensor de moviment Sixaxis.

### Actualitzacions
Una actualització va ser llançada pel MotorStorm a Amèrica, això no obstant, dos actualitzacions van ser llançades a Europa i un complement va estar disponible a la PlayStation Network al juny. Aquesta descàrrega gratuïta, quan s'utilitza juntament amb l'actualització 1.2, va desbloquejar un mode de prova de temps. En aquest mode, els jugadors van poder seleccionar una pista i un vehicle per córrer i aconseguir el millor temps. Quan estiguin connectats, els jugadors podrien penjar els seus millors temps per veure on es troben en una classificació global. També hi havia la possibilitat de descarregar els "fantasmes" de les millors voltes d'altres jugadors, inclosos els creadors, i córrer contra ells.
Més tard, al setembre, a Europa, es va posar a la venda un segon complement a PlayStation Network, anomenat Coyote Revenge Weekend VIP Pass (anomenat Revenge Weekend a Amèrica del Nord). Aquesta descàrrega, quan es feia servir juntament amb l'actualització 2.0, va desbloquejar el mode Coyote Weekend. Això va permetre als jugadors accedir a tres entrades addicionals, combinant nou curses (quatre curses cadascuna en el primer i segon bitllet i una cursa final en el tercer bitllet). Les curses es van desbloquejar seqüencialment i mitjançant l'èxit dels jugadors en les carreres anteriors. La modalitat s'anomena Coyote Weekend perquè la pista Coyote Revenge s'inclou principalment, i les curses es van presentar com a fets durant un festival de cap de setmana de dissabte i diumenge. De les nou curses, la pista Coyote Revenge va ser presentada cinc vegades, amb diverses rutes i dreceres noves. També es van presentar quatre temes més al festival Coyote Weekend. La descàrrega també incloïa dos vehicles nous, una motocicleta, un ATV i un vehicle de bonificació al qual es podia accedir en finalitzar amb èxit les curses. També hi havia un paquet de vehicles disponible a PlayStation Network, que incloïa un cotxe de ral·li molt semblant a un DeLorean i un Big Rig que es basa en un autobús de presó, i nous aspectes de lliurea coneguts com a Numskull Helmets i Big Blue Bunny.
També al setembre als EUA, es va posar a disposició un tercer complement que incloïa un camió (conegut com a Castro Capitano, precedit pel Castro Robusto) amb tres estils. A l'octubre a Europa, es va posar a disposició una nova decoració Halloween per a descàrrega, al camió de carreres Castro Robusto. La descàrrega d'aquesta lliurea va desbloquejar automàticament el camió (però només per a aquesta lliurea, les altres s'havien de desbloquejar progressant al Festival). El paquet Devil's Weekend es va llançar a Europa i Amèrica del Nord el 20 de novembre i contenia la pista de The Devil's Crossing, nou carreres noves, quatre vehicles nous i nous colors com ara Crazy Samurai i QuickFoot. Al desembre, als Estats Units, va incloure una nova lliurea de vacances descarregable Castro Varadero (una gran plataforma). Dues pistes, Eagle's Nest i Diamondback Speedway es van llançar a Europa i Amèrica del Nord el gener de 2008. A Amèrica del Nord i Europa, un aspecte de l'Any Nou Xinès va estar disponible per a baixada per al cotxe de ral·li Wulff Revo al febrer.
Malgrat el tancament dels servidors multijugador l'any 2012, encara era possible descarregar les actualitzacions del joc, ja que eren necessàries per a la compatibilitat amb DLC. Tot i que la majoria de jocs de PS3 cerquen actualitzacions de l'XMB o després d'iniciar-les, aquest joc requeria que l'usuari entrés als modes en línia desapareguts per activar el procés d'actualització. L'actualització més recent va ser la versió 3.1, però ja no es pot descarregar oficialment, tot i que el DLC encara està disponible per a la compra a PlayStation Store. Tanmateix, el novembre de 2021 es va trobar una solució alternativa tant per a la descàrrega de les actualitzacions del joc com per al multijugador.

### PlayStation Home
A PlayStation Home l'octubre de 2009, es va llançar un apartament personal temàtic MotorStorm per a les quatre versions de Home, essent Àsia, Europa, Japó i Amèrica del Nord. L'apartament es deia "MotorStorm Monument Valley Campsite" i es podia comprar a la botiga Home Estates del complex comercial de Home. També hi havia setze objectes de mobles temàtics "MotorStorm" que es podien comprar per acompanyar l'apartament, inclòs un sofà construït a partir d'un monopatí destrossat, el seient d'automòbil d'un dels vehicles "MotorStorm" originals i una barbacoa fumant, feta astutament a partir d'un vell bidó de gasolina i altres objectes d'escombraries indescriptibles. Aquests es van poder comprar a la botiga de mobles del complex comercial de Home.
MotorStorm es va presentar a l'E3 2007 com a compatible amb el llançament del joc a PlayStation Home, però es va llançar sense aquesta funció. El seu successor, MotorStorm: Pacific Rift, però, va donar suport totalment al llançament del joc a Home. Tot i que no és totalment compatible amb la funció, encara es podria llançar el joc mitjançant el mètode de llançament de jocs universal, que no té totes les característiques d'un joc que tindria suport complet per al llançament del joc.

## Llançament
MotorStorm es va llançar oficialment al Japó el 14 de desembre de 2006, on es va convertir en el joc de PlayStation 3 més venut; i el març de 2007 a l'Amèrica del Nord i Europa, aquesta última com a part del llançament europeu de PlayStation 3 el 23 de març. Tant la versió nord-americana com l'europea inclouen joc en línia, que no estava inclòs en la versió japonesa en el moment del seu llançament. El joc en línia per al Japó es va publicar en una actualització el 20 de juny.
El 9 de juliol de 2007, MotorStorm havia venut més d'un milió de còpies a Amèrica del Nord.
L'octubre de 2011 MotorStorm ha venut 3,5 milions de còpies a tot el món.

## Rebuda
| Publicació                       | Resultat    |
| -------------------------------- | ----------- |
| All Game Guide                   | 3.5/5 stars |
| IGN                              | 8.9/10      |
| GameSpot                         | 7.9/10      |
| GamesMaster                      | 85%         |
| X-Play                           | 3/5         |
| GameTrailers                     | 7.8/10      |
| Next 3                           | 80%         |
| Mansized                         | 5/5         |
| PSM 3                            | 88%         |
| Official Playstation Magazine UK | 8/10        |
| Play UK Magazine                 | 89%         |
| EGM                              | 8.3/10      |
| GameZone                         | 8.8/10      |
| Game Revolution                  | B-          |

MotorStorm ha rebut crítiques positives, té una valoració mitjana de 82/100 a Metacritic el setembre de 2007 i un 82% a GameRankings. El joc va ser seleccionat com un dels "52 jocs als quals encara jugarem a partir del 2007" de Gaming Target. A l'11è premi anual d'assoliments interactius MotorStorm va guanyar el joc de carreres de l'any. GameSpot va elogiar l'aspecte dels jocs en línia dient que "la marca de carreres desenfrenada de Motorstorm és molt divertida", així com els gràfics i la banda sonora del joc, alhora que va assenyalar la seva manca de multijugador fora de línia i el seu mode per a un sol jugador.
IGN va resumir la seva ressenya dient que "pot ser poc profund, però també és l'experiència de cursa més atractiva que trobareu arreu", però va expressar la seva il·lusió pel potencial de la seva seqüela a causa de les sòlides bases del traçat original. Tanmateix, GameTrailers va criticar l'IA del joc dient que es basava en un principi de "banda de goma" que permetia als jugadors en ordinador posar-se al dia fàcilment amb el jugador independentment del rendiment del jugador, però va elogiar el joc en línia de MotorStorm així com la seva física de joc.
MotorStorm va rebre un premi de vendes "Platinum" de la Entertainment and Leisure Software Publishers Association (ELSPA), indicant vendes d'almenys 300.000 còpies al Regne Unit.

## Banda sonora original
- Curve – "Hell Above Water"
- Elite Force – "Presha"
- Elite Force with Lunatic Calm – "Leave You Far Behind"
- Everytime I Die – "The New Black"
- Gluecifer – "Automatic Thrill"
- Hyper – "Hot Rockin' "
- Kings of Leon – "Spiral Staircase"
- Krafty Kuts – "Bass Phenomenon"
- Monster Magnet – "Powertrip"
- Nirvana – "Breed"
- Pendulum – "Slam"
- Pitchshifter – "Scene This"
- Primal Scream – "Dolls (Sweet Rock 'N' Roll)"
- Primal Scream – "The 99th Floor"
- Queens of the Stone Age – "Medication"
- Reverend Horton Heat – "Big Red Rocket of Love"
- Slipknot – "Before I Forget"
- Spiritualized – "Electricity"
- The Experiment – "Cost of Freedom"
- Trash Palace – "Animal Magic"
- Wolfmother – "Woman"[25]